# .do
.do је највиши Интернет домен државних кодова (ccTLD) за Доминиканску Републику. Администриран је од стране NIC.DO.